# 小行星9883
小行星9883（英語：9883）是一颗围绕太阳公转的小行星。1994年10月8日，J. E. Rogers在卡马里奥发现了此天体。
这颗小行星的绝对星等为358.23325等。